# Skarszewek
Skarszewek – wieś w Polsce, w województwie wielkopolskim, w powiecie kaliskim, w gminie Żelazków.
W latach 1975–1998 miejscowość administracyjnie należała do województwa kaliskiego.
W pobliżu Skarszewka leży Skarszew i Kolonia Skarszewek. 

## Najbliższe wsie obok miejscowości Skarszewek
- Skarszew (0,8 km)
- Koronka (1,7 km)
- Ilno (2 km)
- Pólko (2,3 km)
- Borków Nowy (2,3 km)
- Kolonia Skarszewek (2,6 km)
- Florentyna (2,8 km)
- Borków Stary (3 km)
- Wojciechówka (3,2 km)
- Biernatki (3,4 km)[3]